# Scomberomorus avirostrus
Scomberomorus avirostrus — вид окунеподібних риб родини скумбрієвих (Scombridae). Описаний у 2023 році.
Вид трапляється на узбережжі Індії та пелагічних водах Індійського океану. Його раніше плутали з Scomberomorus guttatus через візерунок на його тілі та форму тіла. Він був описаний на основі зразків, виловлених у водах Індійського океану, раніше занесених до каталогу як Scomberomorus guttatus, але був проведений філогенетичний аналіз, який показав мітохондріальну дивергенцію з іншими видами.